# Ahmed Benchemsi
Ahmed Reda Benchemsi (in arabo أحمد رضا بنشمسي‎?; Casablanca, 19 maggio 1974) è un giornalista marocchino, fondatore della rivista TelQuel.

## Biografia
Ahmed Benchemsi nasce a Casablanca nel 1974. Compie gli studi liceali nella città natale, per poi trasferirsi a Parigi, dove consegue alla Sorbona una laurea in economia e un master in scienze politiche all'Istituto di studi politici di Parigi. Tornato a Casablanca, lavora come giornalista e corrispondente per La Vie économique e per Jeune Afrique.
Fonda nel 2001 la rivista TelQuel, la quale si è resa protagonista di vari scandali mediatici e che si è concentrata nel creare un dibattito relativamente a temi controversi come l'omosessualità e la corruzione. Nell'agosto 2007 Benchemsi viene incriminato per irriverenza al sovrano, in seguito alla pubblicazione di un articolo nel quale si è rivolto al re Muhammad VI in arabo dialettale. Il processo, fissato inizialmente per il 24 agosto 2007, è stato posticipato più volte fino a che Benchemsi viene sanzionato con una piccola multa. Nel 2010 Benchemsi abbandona la direzione della rivista per lavorare come ricercatore all'Università di Stanford.
Nel 2015 viene nominato dallo Human Rights Watch direttore delle comunicazioni e della difesa per il MENA.